# Physematium montevidensis
Physematium montevidensis — вид родини вудсієвих (Woodsiaceae), що зростає в Південній Америці.

## Середовище проживання
Зростає в Південній Америці: Аргентина, пд. Бразилія, Чилі, Уругвай, Перу, Болівія, Еквадор, Колумбія, Венесуела.